# Озерна (гміна)
Гміна Озерна (пол. Gmina Jezierna) — колишня сільська гміна у Зборівському повіті Тернопільського воєводства Другої Речі Посполитої. Адміністративним центром гміни і її єдиним населеним пунктом було містечко Озерна.
Гміна утворена 1 серпня 1934 року на підставі нового закону про самоуправління (23 березня 1933 року).
Площа гміни — 60,85 км².
Кількість житлових будинків — 1307.
Кількість мешканців — 6026.
Гміну створено на основі попередньої сільської гміни Озерна.